# Dolina Świstowa Jaworzyńska
Dolina Świstowa Jaworzyńska (słow. Svišťová dolina Širokej, dolina Svišťoviek, Svišťovská dolina, niem. Svistovka-Tal, Ratzentälchen, węg. Svistovkavölgy) – największe boczne odgałęzienie słowackiej Doliny Szerokiej (Široká dolina) wcinające się w masyw Szerokiej Jaworzyńskiej (Javorinská Široká, Široká) pomiędzy Doliną Szeroką (Široká dolina) a Świstówką Jaworową (dolina Javorinka). Od Doliny Szerokiej na zachodzie oddziela ją północno-zachodnie ramię szczytu Świstowa Góra (Svišťovky) ok. 2070 m n.p.m., a od sąsiadującej z nią od południowego wschodu Świstówką Jaworową oddzielona jest fragmentem północno-wschodniego ramienia Szerokiej Jaworzyńskiej na odcinku Świstowa Góra – Murowany Koszar (Košiar, 1870 m). Od głównej części Doliny Jaworowej na wschodzie oddzielona jest masywem Murowanego Koszaru.
Dolina jest niedostępna dla turystów. W całości znajduje się na terenie ścisłego rezerwatu przyrody.